# Welden
Welden är en köping (Markt) i Landkreis Augsburg i Regierungsbezirk Schwaben i förbundslandet Bayern i Tyskland.
Köpingen ingår i kommunalförbundet Welden tillsammans med kommunerna Bonstetten, Emersacker och Heretsried.